# Paceřice
Paceřice település Csehországban, Libereci járásban. Paceřice Žďárek, Jenišovice, Sychrov, Čtveřín, Lažany és Ohrazenice településekkel határos. Lakosainak száma 371 fő (2024. január 1.).

## Népesség
A település lakosságának változását az alábbi diagram mutatja:
| Lakosok száma | 680  | 658  | 559  | 403  | 310  | 274  | 320  | 339  | 362  | 371  |
|               | 1869 | 1890 | 1921 | 1950 | 1980 | 2001 | 2017 | 2019 | 2022 | 2024 |